# Borsodnádasd
Borsodnádasd je mesto na Madžarskem, ki upravno spada pod podregijo Ózdi Županije Borsod-Abaúj-Zemplén.